# Habronattus cockerelli
Habronattus cockerelli es una especie de araña saltadora del género Habronattus, familia Salticidae. Fue descrita científicamente por Banks en 1901.
Habita en los Estados Unidos.